# Discovery Channel Pro Cycling Team
Discovery Channel Pro Cycling Team foi uma equipe americana de ciclismo de estrada. Ela era a continuação da equipe US Postal Service Pro Cycling Team. Lance Armstrong, 7 vezes campeão do Tour de France, era o líder da equipe até Julho de 2005 (embora apenas durante o Tour). Desde 2005 até 2007, foi uma das 20 equipes que competiram no novo ProTour.
Em 15 de Junho 2004, Discovery Channel assinou um contrato para ser o patrocinador da equipe de 2005 até 2008. Uma das clausulas do contrato, exigia que Lance Armstrong deveria aparecer nos canais Discovery Networks, The Discovery Channel, TLC, e Fit TV.
A equipe era dirigida pelo belga Johan Bruyneel, que também dirigia a U.S. Postal. O chefe mecânico era Julien DeVries.
Em 10 de fevereiro de 2007 Discovery Channel anunciou que não iria renovar o contrato após o fim do ano. Acredita-se a decisão da não renovação à alteração na direção da Discovery Networks.
No dia 10 de agosto de 2007, por razões não esclarecidas, a equipe de ciclismo anunciou que não iria procurar por novo patrocinador, que encerraria suas operações e se separaria ao final da temporada.

## Ciclistas formadores da Discovery Channel
| Nome                     | Nacionalidade  | Ano       | Destaques pela equipe Discovery Channel                                    |
| ------------------------ | -------------- | --------- | -------------------------------------------------------------------------- |
| Lance Armstrong          | Estados Unidos | 2005      | 2005 Tour de France                                                        |
| José Azevedo             | Portugal       | 2005-2006 |                                                                            |
| Michael Barry            | Canadá         | 2005-2006 | 2005, 1º na fase 5 do Tour of Austria; 2006, 3º Sachsen Tour International |
| Ivan Basso               | Itália         | 2007      |                                                                            |
| Manuel Beltran           | Espanha        | 2005-2006 | 9º na Vuelta a Espana 2006                                                 |
| Michael Creed            | Estados Unidos | 2005      |                                                                            |
| Antonio Cruz             | Estados Unidos | 2005      |                                                                            |
| Viatcheslav Ekimov       | Rússia         | 2005-2006 | 1º na fase 4 do Três Dias de De Panne 2005                                 |
| Roger Hammond            | Reino Unido    | 2005-2006 |                                                                            |
| Ryder Hesjedal           | Canadá         | 2005      |                                                                            |
| Leif Hoste               | Bélgica        | 2005-2006 | Três Dias de De Panne 2006, 2º no Tour of Flanders 2006                    |
| Benoît Joachim           | Luxemburgo     | 2005-2006 | 2006 National Time Trial Cycling Championship - Luxemburgo                 |
| Jonathan Patrick McCarty | Estados Unidos | 2005      |                                                                            |
| Gennady Mikhaylov        | Rússia         | 2005-2006 |                                                                            |
| Hayden Roulston          | Nova Zelândia  | 2005      |                                                                            |
| Paolo Savoldelli         | Itália         | 2005-2006 | Giro d'Italia 2005, 1º na fase 17 do Tour de France 2005                   |
| Jurgen Van Den Broeck    | Bélgica        | 2005-2006 |                                                                            |
| Max Van Heeswijk         | Países Baixos  | 2005-2006 | 1º na fase 1 do Tour de Pologne 2006                                       |

## Ciclistas da US Postal Service
| Nome                  | Nacionalidade  | Ano       | Destaques pela equipe Discovery Channel |
| --------------------- | -------------- | --------- | --- |
| Lance Armstrong       | Estados Unidos | 1998-2004 | 6 vitórias- 1999-2004 Tour de France |
| Frankie Andreu        | Estados Unidos | 1998-2000 | |
| José Azevedo          | Portugal       | 2004      | 5º no Tour de France 2004 |
| Dariusz Baranowski    | Polónia        | 1998      | 12º no Tour de France 1998 |
| Michael Barry         | Canadá         | 2002-2004 | |
| Tom Boonen            | Bélgica        | 2000-2002 | 3º no Paris-Roubaix 2002 |
| Jamie Burrow          | Reino Unido    | 2000      | |
| Dylan Casey           | Estados Unidos | 1999-2002 | 1998/2002 Campeão do US National Time Trial Championships; 1999, 3º no Tour of the Netherlands; 2000, 1º no TT Four Days of Dunkirk; 2000, 1º no TT Tour de Luxembourg |
| David Clinger         | Estados Unidos | 2002      | |
| Michael Creed         | Estados Unidos | 2004      | |
| Antonio Cruz          | Estados Unidos | 2001-2004 | |
| Julian Dean           | Nova Zelândia  | 1999-2000 | |
| Pascal Derame         | França         | 1998-1999 | |
| Viatcheslav Ekimov    | Rússia         | 1997-2004 | |
| David George          | África do Sul  | 1999-2000 | |
| Tyler Hamilton        | Estados Unidos | 1996-2000 | |
| Andrew Hampsten       | Estados Unidos | 1996      | |
| Roberto Heras         | Espanha        | 2001-2003 | Vuelta a España 2003 |
| Ryder Hesjedal        | Canadá         | 2004      | |
| Frank Høj             | Dinamarca      | 1999      | |
| Marty Jemison         | Estados Unidos | 1998-1999 | 1999 Campeão do USPRO National |
| Patrick Jonker        | Austrália      | 2000      | |
| Steffen Kjærgaard     | Noruega        | 2000-2003 | |
| Damon Kluck           | Estados Unidos | 2003      | |
| Kenny Labbé           | Estados Unidos | 2000-2004 | |
| Floyd Landis          | Estados Unidos | 2002-2004 | |
| Juan Llaneras Rosello | Espanha        | 1998      | |
| Levi Leipheimer       | Estados Unidos | 2000      | |
| Kevin Livingston      | Estados Unidos | 1999-2000 | |
| Glenn Magnusson       | Suécia         | 1999      | |
| Chann McRae           | Estados Unidos | 2002      | 2002 Campeão do USPRO National |
| Peter Meinert-Nielsen | Dinamarca      | 1998-1999 | |
| Gianpaolo Mondini     | Itália         | 2002      | |
| Kirk O'Bee            | Estados Unidos | 2000      | |
| Víctor Hugo Peña      | Colômbia       | 2001-2004 | |
| Daniel Rincon         | Colômbia       | 2004      | |
| Jean-Cyril Robin      | França         | 1998      | 6º no Tour de France 1998 |
| Sven Teutenberg       | Alemanha       | 1998      | |
| Christian Vandevelde  | Estados Unidos | 1998-2003 | |
| Jonathan Vaughters    | Estados Unidos | 1998-1999 | |
| Cédric Vasseur        | França         | 2000      | |
| Stive Vermaut         | Bélgica        | 2000      | |
| Robbie Ventura        | Estados Unidos | 2003-2004 | |
| Anton Villatoro       | Guatemala      | 1996-1998 | |
| Matt White            | Austrália      | 2001-2003 | |
| Dave Zabriskie        | Estados Unidos | 2003-2004 | 2004 Campeão no U.S. National Elite Time Trial |

## História da Discovery Channel Pro Cycling Team e vitórias notáveis

### 2007
| Data       | Prova                                                                      | País           | Vencedor          |
| ---------- | -------------------------------------------------------------------------- | -------------- | ----------------- |
| 29-07-2007 | Maillot jaune, Tour de France 2007                                         | França         | Alberto Contador  |
| 29-07-2007 | Maillot blanc, Tour de France 2007                                         | França         | Alberto Contador  |
| 29-07-2007 | Classificação de equipe , Tour de France 2007                              | França         | Discovery Channel |
| 28-07-2007 | Fase 19 (ITT), Tour de France 2007                                         | França         | Levi Leipheimer   |
| 22-07-2007 | Fase 14, Tour de France 2007                                               | França         | Alberto Contador  |
| 22-07-2007 | Classificação por pontos, Tour of Qinghai Lake 2007                        | China          | Allan Davis       |
| 22-07-2007 | Fase 9, Tour of Qinghai Lake 2007                                          | China          | Allan Davis       |
| 21-07-2007 | Fase 8, Tour of Qinghai Lake 2007                                          | China          | José Luis Rubiera |
| 19-07-2007 | Fase 6, Tour of Qinghai Lake 2007                                          | China          | Allan Davis       |
| 18-07-2007 | Fase 5, Tour of Qinghai Lake 2007                                          | China          | Allan Davis       |
| 16-07-2007 | Fase 3, Tour of Qinghai Lake 2007                                          | China          | Allan Davis       |
| 15-07-2007 | Overall, Tour of Austria 2007                                              | Áustria        | Stijn Devolder    |
| 14-07-2007 | Fase 7 (ITT), Tour of Austria 2007                                         | Áustria        | Stijn Devolder    |
| 14-07-2007 | Fase 1, Tour of Qinghai Lake 2007                                          | China          | Allan Davis       |
| 12-07-2007 | Fase 5, Tour of Austria 2007                                               | Áustria        | Gianni Meersman   |
| 01-07-2007 | Campeonato Nacional de Ciclismo da Bélgica                                 | Bélgica        | Stijn Devolder    |
| 29-06-2007 | Campeonato Nacional de Ciclismo Time Trial da Rússia                       | Rússia         | Vladimir Gusev    |
| 24-06-2007 | Mountains Classification, Tour de Suisse 2007                              | Suíça          | Vladimir Gusev    |
| 21-06-2007 | Fase 6, Tour de Suisse 2007                                                | Suíça          | Vladimir Gusev    |
| 03-06-2007 | Geral, Tour da Bélgica 2007                                                | Bélgica        | Vladimir Gusev    |
| 01-06-2007 | Fase 3 (ITT), Tour da Bélgica 2007                                         | Bélgica        | Vladimir Gusev    |
| 23-05-2007 | Fase 3, Volta a Catalunya 2007                                             | Espanha        | Allan Davis       |
| 22-04-2007 | Geral, Tour de Georgia 2007                                                | Estados Unidos | Janez Brajkovič   |
| 22-04-2007 | Melhor Jovem Ciclista, Tour de Georgia 2007                                | Estados Unidos | Janez Brajkovič   |
| 22-04-2007 | Classificação de equipe, Tour de Georgia 2007                              | Estados Unidos | Discovery Channel |
| 20-04-2007 | Fase 5, Tour de Georgia 2007                                               | Estados Unidos | Levi Leipheimer   |
| 19-04-2007 | Fase 4 (ITT), Tour de Georgia 2007                                         | Estados Unidos | Levi Leipheimer   |
| 18-04-2007 | Fase 3, Tour de Georgia 2007                                               | Estados Unidos | Gianni Meersman   |
| 05-04-2007 | Fase 4 (ITT), Três Dias de De Panne 2007                                   | Bélgica        | Stijn Devolder    |
| 30-03-2007 | Geral, Vuelta Ciclista a Castilla y León 2007                              | Espanha        | Alberto Contador  |
| 30-03-2007 | Classificação combinada, Vuelta Ciclista a Castilla y León 2007            | Espanha        | Alberto Contador  |
| 30-03-2007 | Classificação de Ciclista Espanhol, Vuelta Ciclista a Castilla y León 2007 | Espanha        | Alberto Contador  |
| 29-03-2007 | Fase 4, Vuelta Ciclista a Castilla y León 2007                             | Espanha        | Alberto Contador  |
| 18-03-2007 | Geral, Paris-Nice 2007                                                     | França         | Alberto Contador  |
| 18-03-2007 | Melhor jovem ciclista, Paris-Nice 2007                                     | França         | Alberto Contador  |
| 18-03-2007 | Fase 7, Paris-Nice 2007                                                    | França         | Alberto Contador  |
| 16-03-2007 | Fase 5, Paris-Nice 2007                                                    | França         | Yaroslav Popovych |
| 15-03-2007 | Fase 4, Paris-Nice 2007                                                    | França         | Alberto Contador  |
| 02-03-2007 | Fase 4, Vuelta a la Comunidad Valenciana 2007                              | Espanha        | Alberto Contador  |
| 25-02-2007 | Geral, Tour of California 2007                                             | Estados Unidos | Levi Leipheimer   |
| 23-02-2007 | Fase 5 (ITT), Tour of California 2007                                      | Estados Unidos | Levi Leipheimer   |
| 18-02-2007 | Prologue, Tour of California 2007                                          | Estados Unidos | Levi Leipheimer   |
| 15-02-2007 | Metas Volantes, Vuelta a Mallorca 2007                                     | Espanha        | Tomas Vaitkus     |

### 2006
| Data       | Prova                                                    | País           | Vencedor          |
| ---------- | -------------------------------------------------------- | -------------- | ----------------- |
| 17-09-2006 | Classificação de equipe, Vuelta a España 2006            | Espanha        | Discovery Channel |
| 17-09-2006 | Rei das Montanhas, Vuelta a España 2006                  | Espanha        | Egoi Martínez     |
| 13-09-2006 | Fase 17, Vuelta a España 2006                            | Espanha        | Tom Danielson     |
| 06-09-2006 | Fase 11, Vuelta a España 2006                            | Espanha        | Egoi Martínez     |
| 04-09-2006 | Fase 1, Tour de Pologne 2006                             | Polónia        | Max van Heeswijk  |
| 02-09-2006 | Campeonato Nacional Norte-Americano USPRO                | Estados Unidos | George Hincapie   |
| 27-08-2006 | Campeonato Nacional da Bélgica de Ciclismo Time Trial    | Bélgica        | Leif Hoste        |
| 20-08-2006 | Fase 4 (ITT), Eneco Tour of Benelux 2006                 | Países Baixos  | George Hincapie   |
| 09-08-2006 | Melhor Jovem Ciclista, Deutschland Tour                  | Alemanha       | Vladimir Gusev    |
| 01-08-2006 | Prólogo, Deutschland Tour                                | Alemanha       | Vladimir Gusev    |
| 23-07-2006 | Overall, Sachen Tour International                       | Alemanha       | Vladimir Gusev    |
| 14-07-2006 | Fase 12, Tour de France                                  | França         | Yaroslav Popovych |
| 09-07-2006 | Geral, Hervis Tour of Austria                            | Áustria        | Tom Danielson     |
| 03-07-2006 | Maillot jaune After Stage 1, Tour de France              | França         | George Hincapie   |
| 11-06-2006 | Campeonato Nacional Japonês de Ciclismo Time Trial       | Japão          | Fumiyuki Beppu    |
| 2006       | Campeonato Nacional Japonês de Ciclismo de Estrada       | Japão          | Fumiyuki Beppu    |
| 28-05-2006 | Classificação combinada (Maglia Blu), Giro d'Italia 2006 | Itália         | Paolo Savoldelli  |
| 06-05-2006 | Prólogo, Giro d'Italia 2006                              | Itália         | Paolo Savoldelli  |
| 25-04-2006 | Prólogo, Tour de Romandie 2006                           | França         | Paolo Savoldelli  |
| 30-03-2006 | Geral, Três Dias de De Panne                             | Bélgica        | Leif Hoste        |
| 30-03-2006 | Rei das Montanhas, Três Dias de De Panne                 | Bélgica        | Leif Hoste        |
| 30-03-2006 | Fase 4, Três Dias de De Panne                            | Bélgica        | Leif Hoste        |
| 28-03-2006 | Fase 1, Três Dias de De Panne                            | Bélgica        | Leif Hoste        |
| 26-03-2006 | Fase 5, Tour of California 2006                          | Estados Unidos | George Hincapie   |
| 21-02-2006 | Fase 2, Tour of California                               | Estados Unidos | George Hincapie   |
| 2006       | Campeonato Nacional Britânico de Ciclo-Cross             | Reino Unido    | Roger Hammond     |

### 2005
| Data       | Prova                                           | País           | Vencedor                           |
| ---------- | ----------------------------------------------- | -------------- | ---------------------------------- |
| 2005       | Classificação de equipe, Hervis Tour of Austria | Áustria        | Discovery Channel Pro Cycling Team |
| 02-09-2005 | Fase 6, Vuelta a España 2005                    | Espanha        | Max van Heeswijk                   |
| 28-08-2005 | GP Ouest-France 2005                            | França         | George Hincapie                    |
| 08-08-2005 | Fase 5 Eneco Tour of Benelux 2005               | Bélgica        | Max van Heeswijk                   |
| 04-08-2005 | Fase 1, Eneco Tour of Benelux                   | Países Baixos  | Max van Heeswijk                   |
| 24-07-2005 | Maillot jaune, Tour de France 2005              | França         | Lance Armstrong                    |
| 24-07-2005 | Maillot blanc, Tour de France                   | França         | Yaroslav Popovych                  |
| 23-07-2005 | Fase 20, Tour de France                         | França         | Lance Armstrong                    |
| 20-07-2005 | Fase 17, Tour de France                         | França         | Paolo Savoldelli                   |
| 17-07-2005 | Fase 15, Tour de France                         | França         | George Hincapie                    |
| 05-07-2005 | Fase 4 (TTT), Tour de France                    | França         | Discovery Channel Pro Cycling Team |
| 12-06-2005 | Classificação de equipe, Dauphiné Libéré 2005   | França         | Discovery Channel Pro Cycling Team |
| 12-06-2005 | Classificação por pontos, Dauphiné Libéré       | França         | Lance Armstrong                    |
| 12-06-2005 | Fase 7, Dauphiné Libéré                         | França         | George Hincapie                    |
| 05-06-2005 | Prólogo, Dauphiné Libéré                        | França         | George Hincapie                    |
| 29-05-2005 | Classificaço Geral, Giro d'Italia               | Itália         | Paolo Savoldelli                   |
| 19-05-2005 | Fase 11, Giro d'Italia                          | Itália         | Paolo Savoldelli                   |
| 22-05-2005 | Geral, Volta a Catalunya 2005                   | Espanha        | Yaroslav Popovych                  |
| 04-2005    | Geral, Tour of Georgia                          | Estados Unidos | Tom Danielson                      |

## História e vencedores notáveis do U.S. Postal Service Pro Cycling Team
O US Postal Service Pro Cycling Team, mais tarde nomeado US Postal Service Pro Cycling Team apresentado por Berry Floor esteve ativo de 1996 a 2004, e durante esse período contou com um dos maiores nomes do ciclismo moderno: Lance Armstrong.
O Serviço Postal dos EUA foi o principal patrocinador do time de 1996 a 2004 e a equipe tinha o apelido de "Trem Azul". Berry Floor, uma companhia de pisos belga, era o patrocinador secundário, também conhecido como patrocinador apresentador. Dentro dos EUA, a equipe era apresentada pela Alloc, a subsidiária norte-americana da Berry Floor.
Armstrong venceu seis vezes o Tour de France (1999-2004) com a equipe e, em 2003, Roberto Heras ganhou a Vuelta a España. Armstrong chegou a vencer o Tour de France uma sétima vez em 2005, após seu contrato com o USPS haver terminado.
O Serviço Postal anunciou que pararia de patrocinar o time ao final da temporada de 2004, quando o contrato de 8 anos expirasse. Eles haviam sido criticados anteriormente por conta dos gastos, por websites como a Postal Watch. Problemas legíticos de gerenciamento e contabilidade descuidada foram apontados pelo próprio Serviço Postal, por meio do Escritório do Inspetor Geral. Antes do fim do contrato, Armstrong insistiu que apenas continuaria a competir dentro da estrutura do time do USPS. Essa exigência foi cumprida em 15 de junho de 2004, quando a Discovery Networks concordou em patrocinar a equipe pelos 3 anos subsequentes, como o Discovery Channel Pro Cycling Team.

### 2004
| Data       | Prova                        | País           | Vencedor                             |
| ---------- | ---------------------------- | -------------- | ------------------------------------ |
| 25-07-2004 | Geral, Tour de France        | França         | Lance Armstrong                      |
| 24-07-2004 | Fase 19, Tour de France      | França         | Lance Armstrong                      |
| 22-07-2004 | Fase 17, Tour de France      | França         | Lance Armstrong                      |
| 21-07-2004 | Fase 16, Tour de France      | França         | Lance Armstrong                      |
| 20-07-2004 | Fase 15, Tour de France      | França         | Lance Armstrong                      |
| 17-07-2004 | Fase 13, Tour de France      | França         | Lance Armstrong                      |
| 07-07-2004 | Fase 4 (TTT), Tour de France | França         | U.S. Postal Service Pro Cycling Team |
| 24-04-2004 | Geral, Tour de Georgia       | Estados Unidos | Lance Armstrong                      |
| 23-04-2004 | Fase 4, Tour de Georgia      | Estados Unidos | Lance Armstrong                      |
| 22-04-2004 | Fase 3, Tour de Georgia      | Estados Unidos | Lance Armstrong                      |
| 01-04-2004 | Geral, Três Dias de De Panne | Bélgica        | George Hincapie                      |

### 2003
| Data       | Prova                        | País    | Vencedor                             |
| ---------- | ---------------------------- | ------- | ------------------------------------ |
| 28-09-2003 | Geral, Vuelta a España       | Espanha | Roberto Heras                        |
| 27-09-2003 | Fase 20, Vuelta a España     | Espanha | Roberto Heras                        |
| 27-07-2003 | Geral, Tour de France        | França  | Lance Armstrong                      |
| 21-07-2003 | Fase 15, Tour de France      | França  | Lance Armstrong                      |
| 09-07-2003 | Fase 4 (TTT), Tour de France | França  | U.S. Postal Service Pro Cycling Team |

### 2002
| Data       | Prova                                     | Pais           | Vencedor         |
| ---------- | ----------------------------------------- | -------------- | ---------------- |
| 28-07-2002 | Geral, Tour de France                     | França         | Lance Armstrong  |
| 27-07-2002 | Fase 19 (ITT), Tour de France             | França         | Lance Armstrong  |
| 19-07-2002 | Fase 12, Tour de France                   | França         | Lance Armstrong  |
| 18-07-2002 | Fase 11, Tour de France                   | França         | Lance Armstrong  |
| 06-2002    | Campeonato Nacional Norte-americano USPRO | Estados Unidos | Chann McRae      |
| 18-07-2002 | Geral, Vuelta a Murcia                    | Espanha        | Víctor Hugo Peña |
| 05-2002    | Geral, Giro d'Italia                      | Itália         | Paolo Savoldelli |

### 2001
Em 2001, o U.S. Postal Service Pro Cycling Team foi nomeado pelo Comité Olímpico dos EUA Equipe do Ano. Além disso, Armstrong foi nomeado Esportista do Ano, título que já havia ganhado em 1999.
| Data       | Prova                         | País    | Vencedor        |
| ---------- | ----------------------------- | ------- | --------------- |
| 28-07-2001 | Geral, Tour de France         | França  | Lance Armstrong |
| 27-07-2001 | Fase 18 (ITT), Tour de France | França  | Lance Armstrong |
| 18-07-2001 | Fase 11, Tour de France       | França  | Lance Armstrong |
| 17-07-2001 | Fase 10, Tour de France       | França  | Lance Armstrong |
| 11-04-2001 | Gent-Wevelgem                 | Bélgica | George Hincapie |

### 2000
| Data       | Prova                               | País   | Vencedor                             |
| ---------- | ----------------------------------- | ------ | ------------------------------------ |
| 23-07-2000 | Classificação Geral, Tour de France | França | Lance Armstrong                      |
| 21-07-2000 | Fase 19 (ITT), Tour de France       | França | Lance Armstrong                      |
| 2000       | GP Eddy Merckx                      | França | Lance Armstrong e Viatcheslav Ekimov |

### 1999
| Data       | Prova                                         | País           | Vencedor             |
| ---------- | --------------------------------------------- | -------------- | -------------------- |
| 25-07-1999 | Classificação Geral, Tour de France           | França         | Lance Armstrong      |
| 24-07-1999 | Fase 19 (ITT), Tour de France                 | França         | Lance Armstrong      |
| 11-07-1999 | Fase 8 (ITT), Tour de France                  | França         | Lance Armstrong      |
| 03-07-1999 | Prólogo (ITT), Tour de France                 | França         | Lance Armstrong      |
| 1999       | Campeonato Nacional Norte-Americano USPRO     | Estados Unidos | Marty Jemison        |
| 1999       | Circuit de la Sarthe                          | França         | Lance Armstrong      |
| 1999       | Dauphiné Libéré                               | França         | Lance Armstrong      |
| 1999       | Route du Sud                                  | França         | Lance Armstrong      |
| 1999       | First Union Classic (Trenton, NJ)             | Estados Unidos | George Hincapie      |
| 1999       | Redlands Classic (Redlands, CA)               | Estados Unidos | Christian Vandevelde |
| 1999       | Melhor Jovem Ciclista, Quatro Dias de Dunkirk | França         | Christian Vandevelde |

### 1998
| Data | Prova                                     | País           | Vencedor        |
| ---- | ----------------------------------------- | -------------- | --------------- |
| 1998 | Campeonato Nacional Norte-americano USPRO | Estados Unidos | George Hincapie |
| 1998 | Geral, Tour de Luxembourg                 | França         | Lance Armstrong |
| 1998 | Tour de Luxembourg                        | França         | Lance Armstrong |
| 1998 | Geral, Rheinland Pfalz                    | Alemanha       | Lance Armstrong |
| 1998 | Killington (Vermont) Stage Race           | Estados Unidos | George Hincapie |
| 1998 | First Union Invitational (Lancaster, Pa.) | Estados Unidos | Frankie Andreu  |

### 1997
Thomas Weisel tras Mark Gorski - Medalhista de Ouro nas Olimpíadas de 1984 - para técnico do time. Devido em grande parte ao russo Viatcheslav Ekimov e suas vitórias estratégicas em fases de Paris-Nice e Dauphiné Libéré, o USPS recebe seu primeiro convite para o Tour de France.
| Data | Prova                                            | País    | Vencedor           |
| ---- | ------------------------------------------------ | ------- | ------------------ |
| 1997 | Fase, Dauphiné Libéré                            | França  | Viatcheslav Ekimov |
| 1997 | Fase, Paris-Nice                                 | França  | Viatcheslav Ekimov |
| 1997 | Campeonato Nacional Russo de Ciclismo de Estrada | Rússia  | Viatcheslav Ekimov |
| 1997 | Fase, Setmana Catalana                           | Espanha | George Hincapie    |

### 1996
Com a ajuda de Thomas Weisel e Eddy Borysewicz, o Serviço Postal dos EUA começa seu reinado como patrocinador principal do que se tornaria a equipe de ciclismo mais bem sucedida dos EUA. Borysewicz serviu como diretor esportivo do time, que correria principalmente em provas dentro dos EUA.
| Data | Prova                                     | País           | Vencedor    |
| ---- | ----------------------------------------- | -------------- | ----------- |
| 1996 | Campeonato Nacional Norte-americano USPRO | Estados Unidos | Eddy Gragus |

## Patrocinadores
- Discovery Channel
- AMD
- 24 Hour Fitness
- Trek
- Nike
- Thomas Weisel Partners
- Škoda Auto
- Mio Technology
- Bissell
- Bontrager
- Shimano
- Giro
- Powerbar
- Carmichael Training Systems
- 1st Endurance
- Tacx
- Hutchinson
- FRS Antioxidant Energy
- eSoles
- Park Tool USA
- Sci Con
- Sapim Race Spokes
- SRM
- Maximize